# Centro Nicaragüense de Derechos Humanos
El Centro Nicaragüense de Derechos Humanos (Cenidh) fue una organización no gubernamental nicaragüense dedicada a la defensa de los derechos humanos. Fue fundada en 1990. El 12 de diciembre de 2018, su personería jurídica fue cancelada  por la Asamblea Nacional (dominada por el FSLN), debido a su papel beligerante en la defensa de los derechos humanos y en la denuncia de las violaciones cometidas por el gobierno de Daniel Ortega y Rosario Murillo durante la represión a las protestas sociales, represión que ese año cobraría un saldo fatal de 325 víctimas (según la CIDH). Su personería fue quitada junto a las de otras ONGs; entre ambientalistas, prodemocracia, institutos de liderazgo, de estudios políticos y de estudios de comunicación; luego, entre la noche del 13 y la madrugada del 14 de diciembre, la policía allanó las instalaciones del organismo y confiscó todos sus bienes. Los diputados sandinistas acusaron a la organización de "terrorismo" y "financiamiento al terrorismo" (refiriéndose a las protestas sociales), delitos achacados comúnmente a los opositores al gobierno sandinista. Era miembro de la Federación Internacional por los Derechos Humanos y la Organización Mundial Contra la Tortura. Estaba presidida por Vilma Núñez de Escorcia.
El Cenidh recibió apoyo de Iniciativa Cristiana Romero, Pan para el Mundo, la Agencia Católica para el Desarrollo de Ultramar (CAFOD), Ayuda Popular Noruega, Diakonia, la Embajada de Finlandia y el Servicio Cristiano Internacional por la Paz (EIRENE).